# Беляев, Сергей Георгиевич
Серге́й Гео́ргиевич Беля́ев (род. 6 апреля 1954, Гатчина, Ленинградская область) — президент Международного союза общественных объединений «Региональные программы»; председатель Госкомимущества (1995—1996), депутат Государственной думы второго созыва, почётный член и президент федерации спортивного ориентирования России.

## Биография

### Образование и работа
Окончил гидротехнический факультет Ленинградского политехнического института (ЛПИ) в 1977 году, аспирантуру ЛПИ, доктор технических наук.
С 1977 по 1980 год работал во Всесоюзном тресте «Спецгидромонтаж» в должностях мастера и старшего инженера, был прорабом на строительстве электростанций в Армении, Грузии, Азербайджане, Литве, Латвии, Карелии. С 1980 по 1990 год был заведующим лабораторией гидроэнергетических установок, старшим научным сотрудником, старшим преподавателем, доцентом Ленинградского политехнического института.

### Политическая деятельность
Был членом КПСС, входил в «Демократическую платформу в КПСС», в ленинградскую группу «Левый центр». В марте 1990 года был избран народным депутатом Ленинградского городского Совета и депутатом Красногвардейского районного Совета Ленинграда, в мае 1990 года избран председателем Красногвардейского районного совета. В Ленинградском городском Совете возглавлял демоцентристкую фракцию «Межпрофессиональная группа». В августе 1991 года был назначен главой Красногвардейской районной администрации.
С 12 декабря 1991 года по 29 октября 1993 года — заместитель мэра, председатель Комитета по вопросам собственности и управлению городским имуществом г. Ленинграда (территориального агентства Госкомимущества России), входил в коллегию Госкомимущества России.
В октябре 1993 года был назначен генеральным директором Федерального управления по делам о несостоятельности (банкротстве) и, одновременно, заместителем председателя Госкомимущества (ГКИ) России. С 1994 года — первый заместитель председателя, с января 1995 года — председатель ГКИ.
В декабре 1995 года был избран депутатом Государственной Думы РФ второго созыва (1995—1999) по списку блока «Наш дом - Россия» (НДР), в связи с чем в январе 1996 года был освобожден от должности председателя ГКИ. Был членом Совета Государственной Думы, членом Комитета по делам национальностей, с сентября 1997 года — членом Комитета по собственности, приватизации и хозяйственной деятельности, являлся председателем фракции НДР. В августе 1997 года заявил о выходе из НДР и сложении с себя обязанностей лидера фракции. В 1998 году создал и возглавил в качестве председателя политсовета общероссийское общественно-политическое движение «Российский прогрессивный союз»
С января 2000 года — заведующий кафедрой теории и практики антикризисного управления Московской Высшей школы приватизации и предпринимательства. В 2000-2001 годах также возглавлял Агентство по развитию и реструктуризации государственной собственности Северо-Западного региона. С декабря 2001 года занимал должность генерального директора ОАО «Международный аэропорт Шереметьево». В ноябре 2002 года совет директоров ОАО «Международный аэропорт Шереметьево» принял решение о прекращении его полномочий в качестве генерального директора, посчитав неудовлетворительной производственно-финансовую деятельность аэропорта.
В 2003 году баллотировался на пост губернатора Санкт-Петербурга на досрочных выборах, назначенных после перевода прежнего губернатора В.Яковлева на пост вице-премьера Правительства РФ. В первом туре выборов 21 сентября 2003 года занял третье место среди 9 претендентов, получив 8,13 % голосов избирателей (уступил В.Матвиенко и А.Марковой), и выбыл из дальнейшей борьбы.
Автор многочисленных публикаций по вопросам энергетики, экономики энергетики, развитию топливно-энергетического комплекса, автор первого в России учебника по антикризисному управлению. Опубликовал большое число статей по вопросам государственного строительства в России, развития российского парламентаризма, по проблемам политического, экономического и социального реформирования России.

## Звания и награды
- Почетный член Академии политологии
- Медаль ордена «За заслуги перед Отечеством» II степени (10 марта 1995 года) — за заслуги перед государством, связанные с завершением первого этапа чековой приватизации[2]
- Медаль «В память 850-летия Москвы»

## Увлечения и семья
Владеет английским языком. Женат, имеет двух дочерей.
Увлечения: теннис, книги по политике, истории России, политические биографии выдающихся деятелей истории.

### Спортивное ориентирование
Мастер спорта по спортивному ориентированию. В декабре 1995 года был избран президентом Федерации спортивного ориентирования РФ, в 1999 году переизбран на второй срок и возглавлял её до 2003 года. В 2007 и 2012 годах побеждал на выборах президента федерации ориентирования, таким образом, возглавлял федерацию 4 срока.

## Сочинения
- Территория собственников: романтические представления о приватизации и национализации в России. — Самара : Ас Гард, 2013. — 100 с. ISBN 978-5-4259-0247-4